# 泉郡日月太保宫
泉郡日月太保宫，又称一堡宫，位于中国福建省泉州市鲤城区海滨街道水门社区，是泉州古城内现,存40多座铺境庙之一，始建于元初元贞年间。日月太保信仰祭祀的是去世不久的南宋末的二位幼帝赵昰、赵昺兄弟。陆秀夫背赵昺蹈海自尽后，作为赵昺封地的泉州民众立庙供奉。泉郡日月太保宫是日月太保信仰的源头和信仰扩散中心
泉郡日月太保宫主殿正中祀三对二帝互相拥抱的立像。1995年依清代样式重修。宫东护厝原为社学义学，门额“拱紫书舍”。
2013年8月，泉郡日月太保宫公布为第七批泉州市文物保护单位。